# Aymen Barkok
Aymen Barkok (amtlich Aymane Barkok; * 21. Mai 1998 in Frankfurt am Main) ist ein marokkanisch-deutscher Fußballspieler. Der zentrale Mittelfeldspieler wechselte als Fünfzehnjähriger zu Eintracht Frankfurt. Dort wurde er zum Profi und gewann mit dem Verein 2018 den DFB-Pokal sowie 2022 die Europa League. Er stand zuletzt beim FC Schalke 04 unter Vertrag. Barkok spielte für deutsche Juniorennationalmannschaften und ist seit 2020 marokkanischer A-Nationalspieler.

## Karriere

### Vereine
Barkoks Eltern stammen aus Casablanca in Marokko. Er wuchs in Frankfurt-Nordweststadt auf. Seine Karriere begann er bei der SG Praunheim und kam über Rot-Weiss Frankfurt 2011 in die Jugend der Kickers Offenbach. 2013 wechselte Barkok in das Nachwuchsleistungszentrum des Erzrivalen Eintracht Frankfurt. Am 20. Oktober 2016 unterschrieb er einen Profivertrag bei der Eintracht und gab am 20. November 2016 unter Niko Kovač sein Profidebüt als Einwechselspieler beim Bundesliga-Auswärtsspiel gegen Werder Bremen; er erzielte dabei in der 90. Minute den 2:1-Siegtreffer. Bis Saisonende lief er in insgesamt 18 Bundesligaspielen und einmal im DFB-Pokal auf, bei dem er mit seiner Mannschaft das Endspiel gegen Borussia Dortmund erreichte und dort mit 1:2 unterlag. In der Spielzeit 2017/18 kam Barkok nicht über die Reservistenrolle hinaus und wurde in lediglich 10 Pflichtspielen eingesetzt, davon in keinem über die volle Spielzeit. Mit seinem Team erreichte er erneut das DFB-Pokal-Finale, das im Mai mit 3:1 gegen den FC Bayern München gewonnen wurde.
Zur Saison 2018/19 wurde Barkok für ein Jahr an den Ligakonkurrenten Fortuna Düsseldorf ausgeliehen. Dort kam er in 13 Pflichtspielen der ersten Mannschaft zum Einsatz und erreichte mit ihr den Klassenerhalt. Anfang Mai 2019 wurde die Leihe um ein weiteres Jahr verlängert. In der Spielzeit 2019/20 lief Barkok 5-mal für die Profis auf und stieg mit Düsseldorf in die 2. Bundesliga ab. Spielpraxis sammelte er darüber hinaus in beiden Spielzeiten in 9 Spielen der zweiten Mannschaft in der Regionalliga West, in denen er 5 Tore erzielte.
Zur Saison 2020/21 kehrte Barkok nach Frankfurt zurück. Unter Adi Hütter absolvierte er in der Spielzeit 28 Pflichtspiele, wobei er 10-mal in der Startelf stand. In der Saison 2021/22 kam er unter dem neuen Cheftrainer Oliver Glasner selten zum Zug und in der Hinrunde zu lediglich vier Bundesligaeinsätzen sowie je einem Spiel im DFB-Pokal und der Europa League. In der Rückrunde folgte mit einem Startelfeinsatz am 33. Spieltag, den er als Abschied aufgrund seines bereits feststehenden Wechsels erhalten hatte, nur ein weiteres Pflichtspiel. Am 18. Mai 2022 gewann Barkok mit seiner Mannschaft das Finale der Europa League gegen die Glasgow Rangers.
Mit seinem Vertragsende schloss er sich zur Saison 2022/23 ablösefrei dem Ligakonkurrenten 1. FSV Mainz 05 an. Unter Bo Svensson war er zumeist Reservist. Am Saisonende standen 23 Bundesligaeinsätze zu Buche, davon stand er jedoch nur 3-mal in der Startelf. Auch in der Hinrunde der Saison 2023/24 veränderte sich die Situation unter Svensson und dessen Nachfolger Jan Siewert nicht. Barkok kam zwar in 13 von 17 Spielen zum Einsatz und erzielte ein Tor, wurde aber nur einmal in der Startelf aufgeboten.
Mitte Januar 2024 wechselte Barkok bis zum Saisonende auf Leihbasis in die 2. Bundesliga zum Absteiger Hertha BSC. Nach seiner Leihe kehrte er zum 1. FSV Mainz 05 zurück. Zur zweiten Saisonhälfte wechselte Barkok im Februar 2025 zum Zweitligisten FC Schalke 04; er erhielt einen bis Saisonende laufenden Vertrag.

### Nationalmannschaft
Barkok bestritt im Kalenderjahr 2014 insgesamt drei Länderspiele für die deutsche U16-Nationalmannschaft und die U17. Im März 2017 wurde er erstmals in die U19-Nationalmannschaft berufen und debütierte beim 2:1-Sieg gegen Zypern. Sein erstes Tor erzielte er am 28. März 2017 beim 4:0-Sieg gegen die Slowakei. Im Juli 2017 nahm er mit der Mannschaft an der U19-Europameisterschaft 2017 in Georgien teil. Barkok stand in allen Spielen seiner Mannschaft in der Startelf und erzielte ein Tor, konnte das Ausscheiden seiner Mannschaft nach der Gruppenphase jedoch nicht verhindern. Für die U20-Auswahl lief er 2017 in vier und 2018 in zwei Testspielen auf, zudem absolvierte er am 1. September 2017 bei der 1:2-Niederlage gegen Ungarn ein Freundschaftsspiel für die U21.
Anfang Oktober 2020 wurde Barkok erstmals für die marokkanische A-Nationalmannschaft nominiert und debütierte am 9. Oktober 2020 beim 3:1-Sieg gegen den Senegal. Für den Afrika-Cup 2022 in Kamerun wurde er Anfang des Jahres in den marokkanischen Kader berufen und erreichte mit seiner Mannschaft das Viertelfinale. Für die Weltmeisterschaft 2022 in Katar wurde er nicht berücksichtigt.

## Titel
- Europa-League-Sieger: 2022
- DFB-Pokal-Sieger: 2018